# Ourproject.org
Ourproject.org (OP) es un repositorio de contenidos libres basado en web. Funciona como lugar centralizado para la construcción y mantenimiento de proyectos sociales, culturales y artísticos enfocados en el conocimiento libre proveyéndolos de alojamiento y herramientas web. Pretende extender las ideas y la metodología del Software Libre a los campos sociales y de cultura libre en general. Desde septiembre de 2009, Ourproject está bajo el paraguas de la Asociación Comunes, y ha dado lugar al proyecto Kune, una red social colaborativa para grupos.

## Filosofía
OP nace en 2002 con el objetivo de acoger y fomentar el trabajo cooperativo realizado en varios temas (culturales, artísticos, educativos.), con una condición específica: los resultados de los proyectos deben seguir siendo libres bajo una licencia libre. Sin embargo, no todas las licencias que se ofrecen son catalogados como libres (como varias licencias de Creative Commons).
Su perspectiva sin fines de lucro es parcialmente aplicada por sus proyectos, por ejemplo, no se permite incluir publicidad en las páginas web alojadas en su servidor. Así, los proyectos de OurProject han sido principalmente desarrollados por movimientos sociales, grupos de colaboración universitarios algunos proyectos de software libre, cooperativas, colectivos de artistas, activistas, grupos informales y organizaciones sin fines de lucro.

## Situación actual
Hasta diciembre del 2016, OurProject albergaba 1,733 proyectos y contaba con 5,969 usuarios, con una tasa de crecimiento lineal constante. Con un PageRank de 6 y el puesto 14 en la tabla de sitios públicos GForge, siendo el primero de ellos que no se restringe únicamente a proyectos de Software Libre. De hecho, el proyecto GNU lo destaca como un proyecto de "Conocimiento y Cultura Libre" señalándolo como el más exitoso cultivo de wikis, totalmente libre, gratuito y sin publicidad Comparación de cultivos de wikis (en inglés). Cuenta con presencia sobre todo en España, América Latina y China.
Algunos proyectos relevantes que usan la infraestructura de OurProject incluyen:
- Las páginas de referencia de los movimientos de Masa Crítica para el movimiento hispano.[20][21][22]

- La Cooperativa española para la agricultura ecológica "Bajo el Asfalto está la Huerta", de referencia en el movimiento por la soberanía alimentaria.[23][24][25][26]

- El proyecto Kune, una red social federativa.[27][28]

- La principal asociación de software libre de Argentina.[29][28]

- El sitio web de la comunidad de Ubuntu en español.[30]

- El grupo de trabajo interno de la Fundación P2P.[31]

Durante el 2011, ha despertado el interés por la nueva ola del movimiento de protesta social en varias áreas:
- Aloja varios proyectos relacionados con los movimientos de la Primavera Árabe en Líbano,[32] Palestina[33][34] y Siria.[35][36]

- El movimiento social durante las protestas en España de 2011-2012 ha utilizado en varias ocasiones sus servicios.[37][38][39][40][41]

- El movimiento estadounidense Occupy recomienda su uso en HOWTO[42] y recientemente ha comenzado a usar sus servicios.[43][44]

## Software que utiliza
Ourproject.org utiliza una versión multi-temática adaptada de GForge. Su objetivo es ampliar el espectro de los ideales del Software Libre, centrándose más en proyectos libres sociales y culturales que estrictamente en Software Libre. Así, su software es originalmente Sourceforge socal y multi-temático que sigue al movimiento de cultura libre.

## Licencias permitidas
La principal condición para alojar proyectos en OP es que el contenido creado durante la existencia del proyecto se realice bajo alguna de estas licencias:
- Creative Commons, Atribución
- Creative Commons, Atribución-Compartir Igual
- Creative Commons, Atribution-Uso No Comercial-Compartir Igual
- GNU Free Documentation License (GFDL)
- Open Publication License
- Libre Designs General Public License (LDGPL)
- Design Science License
- Free_Art_License
- Artistic License
- GNU General Public License (GPL)
- GNU Lesser General Public License (LGPL)
- Affero General Public License (AGPL)
- BSD License
- Mozilla Public License
- Public Domain
- Sin licencia

## Servicios
OP provee varios servicios web libres para los colaboradores/as de los proyectos que alberga:
- Alojamiento de Web con subdominio (miproyecto).ourproject.org o Virtual hosting(Alojamiento compartido)
- Listas de correo
- Foros web
- Cuenta SSH para personalización completa
- Base de datos MySQL
- Carpeta de archivo permanente(FTP)
- Wiki[45]
- Administración Web
- Correo electrónico Alias @users.ourproject.org
- Copias de seguridad completas periódicas
- Para proyectos de software: SCM (CVS, SVN)

Otros servicios secundarios:
- Gestión de tareas
- Servicio de noticias
- Gestión de documentación
- Encuestas
- Registro
- Sistema de publicación de archivos
- Estadísticas

## Socios
Después de 9 años de existencia OurProject ha establecido asociaciones con varias organizaciones:
- Grasia (Grupo de Agentes de Software, Ingeniería y Aplicaciones):[46] Grupo de investigación de la Universidad Complutense de Madrid, que ofrece becas conjuntas a los estudiantes y proporciona recursos de hardware.[47]

- Universidad Americana de Ciencia y Tecnología de Beirut, Líbano. Ofrece a los estudiantes la oportunidad de colaborar con OurProject, recibir capacitaciones en la administración o en la elaboración de sus proyectos de tesis en proyectos de fin de carrera o de maestría en el ecosistema de OurProject.

- Fundación IEPALA,[48] se unió a OurProject junto con otras iniciativas de Software Libre para construir un Data Center Colectivo.[49]

- Xsto.info una cooperativa de Software Libre[50] que ha proveído infraestructura técnica para OurProject sin costo alguno y que recientemente se unió al Data Center Colectivo mencionado anteriormente.